# 横山未来子
横山 未来子（よこやま みきこ、1972年1月9日 - ）は、日本の歌人。東京都出身。

## 概要
生来病弱で養護学校の訪問教育を受ける。
1990年　大学受験資格検定試験合格。三浦綾子の短歌に感動して作歌を始める。
1992年　20歳のときにプロテスタント （日本基督教団）の洗礼を受ける。
1994年　短歌結社竹柏会「心の花」に入会、佐佐木幸綱に師事。
1996年　初応募の「啓かるる夏」30首で第39回短歌研究新人賞を受賞。
2008年　歌集「花の線画」で第4回葛原妙子賞を受賞。
2011年『短歌研究』（短歌研究社）7月号より同誌上にて「うたう☆クラブ」コーチを担当。
2012年〜日本文藝家協会会員。
2014年　高等学校国語教科書『明解　現代文B』（三省堂）に短歌が掲載される。
2019年7月号〜歌誌「心の花」選者。
2021年　歌集『とく来りませ』で第8回佐藤佐太郎短歌賞を受賞。
2023年〜短歌研究新人賞選考委員。
2023年度〜武蔵野大学国文学会武蔵野文学賞高校生の部　土岐善麿短歌賞選考委員。
2021年1月〜NHKカルチャーオンライン講師。
2025年度　Eテレ「NHK短歌」選者。
特技:書道正師範（書象会無鑑査会員／謙慎書道会評議員／読売書法展入選）
作風:被写体をみつめる観察力と鋭い言語感覚には定評があり、透明感のある端正な文語体の歌風は同世代の歌人のなかでも際立った存在感を放つ。

## 受賞歴
- 1996年　「啓かるる夏」30首で　第39回短歌研究新人賞
- 2008年　第三歌集『花の線画』で第4回葛原妙子賞
- 2021年　第六歌集『とく来りませ』で第8回佐藤佐太郎短歌賞

## 著書

### 歌集
- 第一歌集『樹下のひとりの眠りのために』  短歌研究社 1998.12 ISBN 978-4885514210 序文・佐佐木幸綱 ブックデザイン・横山未美子[3]
- 第二歌集『水をひらく手』  短歌研究社 2003.1 ISBN 978-4885517266 ブックデザイン・横山未美子
- 『セレクション歌人30 横山未来子集』 歌集 邑書林 2005.9 ISBN 978-4897094526 装幀・間村俊一 装画・北見隆
- 第三歌集『花の線画』  青磁社 2007.4 ISBN 978-4861980572 ブックデザイン・横山未美子
- 第四歌集『金の雨』  短歌研究社 2012.5 ISBN 978-4-86272-261-4 ブックデザイン・横山未美子
- 第五歌集『午後の蝶』  ふらんす堂 2015.9 ISBN 978-4-78140-811-8 装丁：和兎
- 第六歌集『とく来りませ』  砂子屋書房 2021.4 ISBN 978-4-7904-1789-7 装丁:倉本修

### その他著書
- 『はじめてのやさしい短歌のつくりかた』 日本文芸社 2015.9 ISBN 978-4-53721-309-6
- 『アルカリ色のくも　宮沢賢治の青春短歌を読む』　編著／佐藤通雅　 鑑賞／内山晶太、大西久美子、尾﨑朗子、梶原さい子、嵯峨直樹、堂園昌彦、土岐友浩、横山未来子、吉岡太朗　NHK出版　2021.2 ISBN 978-4-14-016280-4

- 『のんびり読んで、すんなり身につく いちばんやさしい短歌』　日本文芸社　2022.5 ISBN 978-4-5372-1993-7

### 連載等
- 2014年　ふらんす堂HPにて「短歌日記」を毎日1年間掲載
- 2019年～2021年　『角川短歌』にて「助詞・助動詞再入門」連載
- 2022年 『現代短歌』（現代短歌社）にて24首連載。2022年9月号〜2025年1月号
- 2023年『作業療法ジャーナル』（三輪書店）にて「OTのための教養講座　やさしい短歌のよみ方、つくり方」連載開始。2023年4月号〜2024年10月号まで隔月連載。

## 出演番組
- 「NHK歌壇 小野茂樹の歌」- NHK歌壇（NHK教育テレビ）（1997年7月11日）
- 「NHK短歌 喜びのうた」- NHK短歌（NHK教育テレビ）（2008年12月7日）
- 「NHK短歌 題“胸”／自然(3)植物への愛」 - NHK短歌（NHK教育テレビ）（2012年10月7日）
- 「NHK短歌 題“尾”／日常の歌と時代　乗り物」 - NHK短歌（NHK教育テレビ）（2012年10月14日）
- 「NHK短歌 題“電車、汽車”／歌ことばの力　ユーモラスな表現」 - NHK短歌（NHK教育テレビ）（2012年10月21日）

## 講演
- 現代歌人協会公開講座「三浦綾子の短歌」基調講演　2016.10.19
- 三浦綾子召天記念集会～自伝『道ありき』連載50年記念　講演「三浦綾子の短歌」　2017.9.30
- NPO法人日本ホスピタル・プレイ協会　第15回HPS Japan国際シンポジウム・研究大会　記念講演「人生を変えた短歌との出会い」2023.3.12